# Risco ambiental
Um risco ambiental é qualquer tipo de risco à vida humana ou biológica que esteja associado direta ou indiretamente ao meio ambiente e suas alterações, sejam decorrentes de atividades naturais ou produzidas por seres humanos.
Os riscos ambientais surgem ou são transmitidos pelo ar, água, solo ou cadeias alimentares biológicas ao homem. Suas causas e características são, no entanto, muito diversas. Alguns são criado pelo homem através da introdução de uma nova tecnologia, produto ou químicos, enquanto outros, como riscos naturais, resultam de processos naturais que acontecem para interagir com as atividades humanas e assentamentos.

## Termo
A palavra "risco" tem dois significados distintos. Pode significar em um contexto um perigo ou a probabilidade de ocorrência, uma exposição a infortúnio ou perigo. No outrocontexto, o risco é interpretado de forma mais restrita para significar a probabilidade ou chance de sofrer uma consequência adversa, ou de encontrar alguma perda. 
Assim um risco de inundação pode referir-se à presença de um perigo de inundação ou mais estritamente, uma probabilidade específica, como um evento de inundação de probabilidade dentro de um período de 10 anos.  Como a palavra "risco" pode ser usada dessas diferentes maneiras, o termo leva, normalmente, a alguma alguma confusão relacionada a seu significante. 
Alguns podem ser razoavelmente bem antecipados, como inundações em um vale ou poluição de uma fundição industrial. Outros são efeitos totalmente insuspeitos no momento em que a tecnologia ou atividade foi desenvolvida, como os possíveis efeitos sobre a camada de ozônio da Terra do uso de sprays de fluorocarbono ou fertilizantes nitrogenados. Embora diversos em si mesmos, os riscos ambientais, conforme definidos aqui, compartilham uma segunda característica comum, além de serem transmitidos pela mídia ambiental. 
Causam danos a pessoas que não tenham voluntariamente ou especificamente escolhidos para sofrer suas consequências e, portanto, exigem regulamentação por parte de alguma autoridade acima da de um cidadão individual -ou seja, eles exigem gerenciamento. Essas consequências podem recair sobre outros grupos em futuro como hoje, como por exemplo na má gestão dos recursos naturais de um modo amplo. 
Os riscos ambientais excluem escolhas pessoais como fumar, escalar ou mexer em circuitos elétricos. O imediato consequências deste último grupo recaem sobre o indivíduo que é voluntariamente aceitar tais riscos e o papel do governo geralmente é educar o público em vez de regular ou controlar os riscos. Mesmo nesses casos, a a transmissão do risco a outros através dos meios ambientais pode ser motivo de preocupação. 
Riscos ambientais, afetam, direta ou indiretamente, a saúde humana são definidos como todos os fatores externos físicos, químicos, biológicos e relacionados ao trabalho que afetam a saúde de uma pessoa, excluindo fatores em ambientes naturais que não podem ser razoavelmente modificados. Os riscos ambientais para a saúde incluem poluição, radiação, ruído, padrões de uso da terra, ambiente de trabalho e mudanças climáticas. 
Os riscos do tabagismo para não fumantes presentes (fumantes passivos), por exemplo, são provavelmente pequenos mas é objeto de avaliação de risco atual e mudanças nas políticas públicas. Os limites entre riscos ambientais e outros nunca podem ser difíceis e rápidos e sempre há casos marginais. Assim como os riscos pessoais que são excluídos aqui, outros riscos são considerados marginais à central foco. Estes incluem acidentes domésticos, acidentes de trânsito e uso de aditivos na alimentação. Embora possam ser feitos argumentos para incluí-los como riscos são menos pertinentes à nossa discussão do que riscos como erosão do solo, riscos naturais e poluição da água. 
Muitos dos riscos ambientais que receberam atenção do público seguem na esteira da urbanização e industrialização; são os riscos associados ao desenvolvimento econômico. Tais riscos costumam estar  associados com aqueles países, ou aquelas regiões dentro dos países, que já são altamente industrializados. 
Embora seja bem possível que riscos como poluição do ar e metais tóxicos nas cadeias alimentares, são mais graves nos países aumentando rapidamente nas regiões urbano-industriais dos países em desenvolvimento. Outros riscos são mais difundidos nos países mais pobres - aqueles decorrentes de desnutrição, habitação e saneamento inadequados e afins, mas não estão ausentes nas nações mais ricas. 
Alguns riscos - ex. abastecimento de água inseguro - são graves tanto nos países desenvolvidos como nos países em desenvolvimento, mas por um diferentes razões: contaminação com pequenas quantidades de substâncias cancerígenas efluentes industriais em um caso, e contaminação bacteriológica no outro. 
O termo risco ambiental refere-se a todos os perigos que emanam do impacto ambiental de um disruptor no meio ambiente. São riscos económicos através dos quais os bens são sujeitos a uma redução de valor ou tornam-se completamente inúteis, têm de ser alienados com grandes custos ou só podem ser restaurados a uma condição de utilização com grandes custos.  Além disso, os riscos ambientais podem matar pessoas ou ferir o corpo ou a saúde de alguém. Efeitos ambientais prejudiciais são as emissões que se adequam em termos de tipo, extensão ou duração a causar perigo, desvantagens significativas ou incómodos significativos para o público em geral ou para a vizinhança. 
Estes riscos ambientais podem ser causados pelo processo de produção em curso como parte do risco operacional, mas sobretudo por perturbações operacionais. Do ponto de vista técnico, os riscos ambientais só são mencionados quando os valores- limite prescritos ou os valores-guia são excedidos, pois ultrapassá-los acarreta consequências predeterminadas.  Os valores medidos dentro dos valores-limite devem ser tolerados e aceitos. O cumprimento dos valores limite e de diretrizes é descrito como um risco marginal que é praticamente aceitável.  

## Mensuração e gestão de riscos
Não há dados suficientes sobre a incidência e os impactos de diferentes riscos para quantificar suas magnitudes relativas e gravidade no mundo todo. Mesmo que houvessem tais dados, eles não dariam uma indicação confiável das prioridades em um nível global, porque é da natureza dos riscos e benefícios que seus valores relativos são avaliados de forma muito diferente de país para país.  Uma medida substituta  para a magnitude do risco é a expectativa de vida. Como a expectativa de vida é conhecida ser muito menor em alguns países do que em outros, pode-se inferir que o principal riscos nesses países devem receber alguma prioridade internacional. 
O gerenciamento de risco ambiental ajuda a garantir que o risco ambiental seja contido em níveis aceitáveis e, idealmente, deve ser aplicado a todos os aspectos de uma operação de mineração em um processo estruturado para garantir que todas as questões relevantes sejam abordadas. Critérios e objetivos para avaliação de risco devem ser estabelecidos durante a fase de planejamento. 
Após uma análise de risco ambiental previamente realizada, é importante avaliar o risco, ou seja, estimar seu nível e, se possível, avaliá-lo financeiramente. Para todos os riscos, os possíveis danos devem ser determinados e atribuídos a respectiva probabilidade de ocorrência. Isso resulta em uma redistribuição de danos que indica a probabilidade de danos excederem um determinado valor. Uma vez que a extensão dos danos ambientais é difícil de prever, muitas vezes são encontradas dificuldades nestas considerações. A questão importante é quais informações devem ser coletadas. Esses fatores são os pontos de partida cruciais para o gerenciamento de riscos. Uma boa gestão de risco é caracterizada pela combinação certa de seguro, redistribuição de perdas e aquisição de informações. 
Os danos ambientais são frequentemente caracterizados por grandes potenciais de dano, mas ao mesmo tempo por uma baixa probabilidade de ocorrência. Os aspectos ambientais mais importantes devem ser apresentados no processo de gestão ambiental. Critérios como interesses das partes interessadas, critérios e leis ambientalmente relevantes devem ser usados para determiná-los. Os instrumentos de avaliação são geralmente também os instrumentos listados na identificação de risco. Além disso, pode-se auxiliar a auditoria ambiental como ferramenta de avaliação. 

## Tipos de riscos ambientais e sua prevenção
Para poder identificar e avaliar os riscos ambientais mais facilmente, é feita uma distinção geral entre riscos ambientais internos e externos. Os riscos ambientais externos podem ser tempestades ou inundações. Os riscos ambientais internos estão enraizados na empresa e podem ser danos técnicos, tecnológicos ou organizacionais.  Existem três tipos de risco ambiental:
- Riscos para a saúde humana e para o ecossistema,
- Riscos financeiros para uma empresa decorrentes de mudanças no meio ambiente ou da consciência ambiental da sociedade e
- Riscos de responsabilidade pessoal das empresas por atividades ambientalmente relevantes da empresa. [3]

## Prevenção de riscos
A primeira coisa a considerar é se o risco ambiental pode ser evitado. Evitar riscos, portanto, significa desistir ou mudar as atividades econômicas que estão associadas a um risco ambiental. Isso pode ser feito, por exemplo, alterando os processos de produção ou substituindo substâncias nocivas ao meio ambiente por substâncias inofensivas. Se o nível máximo de medidas de segurança for considerado como o objetivo da gestão de riscos ambientais, medidas de prevenção de riscos também devem ser introduzidas, mesmo que isso envolva altos custos para medidas de segurança. 
Se o risco ambiental não puder ser completamente evitado ou se um alto nível de segurança não for desejado, podem ser feitas tentativas para reduzir o risco ambiental. Aqui, a probabilidade de ocorrência de danos ou a  a quantidade possível de danos devem ser reduzidas. As medidas de prevenção de danos servem para reduzir a probabilidade de danos. 
Por um lado, o risco das consequências financeiras dos riscos ambientais pode ser repassado a outras entidades econômicas em vez de evitá-los ou reduzi-los. Por outro lado, uma empresa também pode arcar com o risco. Isso pode ser feito de forma voluntária ou involuntária. A empresa pode assumir riscos e depois arcar com as consequências, ou pode fornecer recursos para que possa arcar sozinha com os danos. 